# أحمد إبراهيم الفقيه
أحمد إبراهيم الفقيه (مواليد 28 ديسمبر 1942 - توفي 30 أبريل 2019)، كاتب وأستاذ جامعي ليبي في الأدب العربي الحديث، ألقى عدة محاضرات في عدد من الجامعات الليبية والمصرية والمغربية وله ترجمات لعدد من الأعمال الأدبية إلى لغات متعددة.

## حياته
ولد أحمد إبراهيم الفقيه في 28 ديسمبر 1942 في بلدة مزده جنوبي طرابلس، ليبيا. غادرها إلى طرابلس حيث درس ليحصل لاحقا على درجة الدكتوراه في الأدب العربي الحديث من جامعة إدنبرة في اسكتلندا.
بدأ ينشر مقالاته وقصصه القصيرة في الصحف الليبية بدأ من العام 1959، فازت مجموعته القصصية «البحر لا ماء فيه» بالمركز الأول في جوائز اللجنة العليا للآداب والفنون بليبيا كما تم اختيار روايته ثلاثية 'سأهبك مدينة أخرىء' كواحدة من ضمن أفضل مائة رواية عربية. عمل في عدد من المؤسسات الصحفية كما عمل سفيرا لليبيا في أثينا وبوخارست.

## وفاته
توفي في 1 مايو 2019 في القاهرة، بمصر.